# Christopher Isegwe Njunguda
Christopher Isegwe Njunguda (Tanzania, 22 de febrero de 1976) es un atleta tanzanio, especialista en la prueba de maratón, con la que ha logrado ser subcampeón mundial en 2005.

## Carrera deportiva
En el Mundial de Helsinki 2005 ganó la medalla de plata en la maratón, con un tiempo de 2:10:21 que fue su mejor marca personal, quedando tras el marroquí Jaouad Gharib y por delante del japonés Tsuyoshi Ogata.